# Antje Röder
Antje Röder (* 17. Oktober 1978 in Berlin; jetzt Antje Fröhlich) ist eine deutsche Volleyball- und Beachvolleyballspielerin.

## Karriere Halle
Röder begann 1996 mit dem Volleyball in der Halle bei CJD Berlin. Sie spielte in der 2. Bundesliga für den VC 68 Eichwalde und stieg mit dem Verein 2002 in die 1. Bundesliga auf. Mit dem USC Münster wurde sie 2003/04 deutsche Meisterin und Pokalsiegerin. In der Saison 2004/05 spielte sie für Berlin in der 1. Bundesliga, ihr Schwerpunkt lag hier bereits im Beachvolleyball. Später spielte sie bis 2011 wieder in Berlin beim Marzahner VC. Seit 2017 ist sie beim SV Einheit Ueckermünde aktiv. Mit dem USC Münster wurde sie 2018 deutsche Ü31-Vizemeisterin. Mit der deutschen Ü40-Nationalmannschaft gewann sie jeweils in Alcúdia 2021 die Europameisterschaft und 2022 die Weltmeisterschaft.

## Karriere Beach
Im Jahr 1998 spielte Röder ihr erstes Beachvolleyball-Turnier. 2003 spielte sie mit Krumbeck und erreichte bei der Deutschen Meisterschaft in Timmendorfer Strand den siebten Platz. Im folgenden Jahr war Ulrike Schmidt ihre Partnerin, mit der sie den fünften Rang bei der DM belegte. Seit 2005 bildete Röder ein Duo mit ihrer ehemaligen Konkurrentin Helke Claasen. Im ersten Jahr nahmen sie an der FIVB World Tour und der WM in ihrer Heimatstadt teil und wurden Siebte bei der nationalen Meisterschaft. Ein Jahr später verbesserten sie sich um zwei Plätze und sammelten weiter internationale Erfahrungen. 2007 war das erfolgreichste Jahr des Nationalduos. Bei der WM in Gstaad und bei der EM in Valencia kamen sie jeweils auf den fünften Rang und im Finale der Deutschen Meisterschaft unterlagen sie gegen Sara Goller / Laura Ludwig mit 18:20 im dritten Satz. Bei den deutschen Meisterschaften 2008 belegten Claasen/Röder Platz drei, danach trennte sich das Duo. 2009 und (nach einer Babypause wieder) 2011 spielte Antje Röder zusammen mit Hella Jurich.

## Tätigkeiten Funktionärin
Antje Fröhlich-Röder ist seit 2010 auch in verschiedenen Volleyball-Aufgaben tätig, u. a. bis 2013 als Beachvolleyball-Vizepräsidentin im VV Berlin, als „Executive Director Berlin“ für die Volleyball-EM 2013 und als Pressewartin sowie Abteilungsleiterin Volleyball beim SV Einheit Ueckermünde.

## Privates
Fröhlich lebt seit 2017 in Ueckermünde und ist gelernte Diplom-Kauffrau. Sie ist mit dem ehemaligen Hallennationalspieler und Beachvolleyballer André Fröhlich verheiratet.